# Spinnboden (Archiv)
Der Spinnboden – Lesbenarchiv und Bibliothek ist ein Archiv mit Bibliothek zu lesbischer Geschichte in Berlin. Informell seit 1973 bestehend ist es das älteste und mit über 16.000 Archivalien zweitgrößte Lesbenarchiv weltweit. Zusätzlich betreibt der Spinnboden auch eine Beratungsstelle für lesbische Frauen und trans* Personen.

## Geschichte

### Informelles „Lesbenarchiv“ 1973–1983
Ursprung des Spinnbodens war das Archiv der Frauengruppe der Homosexuellen Aktion Westberlin. Es geht auf einen Beschluss der Frauengruppe vom 25. Mai 1973 zurück, „dass Monne und Christel ein Archiv (sog. Kontaktzentrale) einrichten. Es ist jeweils ein zusätzliches Exemplar von Protokollen an sie zu schicken.“ In die Ordner der wachsenden Protokollsammlung wurden in den folgenden Jahren zusätzlich auch Zeitungsartikel, Flugblätter und andere Unterlagen über lesbische Themen aufgenommen. Die Ordner wanderten während der ersten Jahre durch wechselnde Privatwohnungen, wurden zeitweise vom 1975 gegründeten Lesbischen Aktionszentrum (LAZ) verwahrt und fanden schlussendlich Unterkunft im Vertrieb der vom LAZ herausgegebenen Zeitschrift Lesbenpresse.
Im Jahr 1980 umfasste das Archiv 30 Ordner und rund 2.000 Bücher, seine Betreuung wurde nun durch Gudrun Schwarz übernommen. Als „zentrale Akteurin der 80er Jahre“ baute Schwarz ein Team zur Betreuung des Lesbenarchivs auf. 1981 beschrieb der erste Newsletter des Lesbenarchivs als Sammelstrategie: „Wir sammeln nicht nur ‚reine lesbische Literatur‘ (was immer das auch heißen mag). Wir sammeln alles, was von lesbischen Frauen – oder von Frauen, von denen wir vermuten, dass sie Frauen lieb(t)en – geschrieben wurde [...] Und natürlich sammeln wir alles, was über lesbische Frauen geschrieben – oder auch wie sie gemalt – wurde(n), dazu gehört auch die Sammlung pornographischer Bücher. [...] Ein anderer Schwerpunkt liegt im Bereich der von Frauen geschriebenen SCIENCE FICTION – und FANTASYLiteratur.“. Ab 1982 erschien der „Lesbenarchiv-Rundbrief“. Schwarz sammelte Spenden und im Oktober 1982 öffnete das Lesbenarchiv seinen Bestand von inzwischen 42 Ordnern mit Zeitschriftenartikeln, 800 Büchern, sowie zahlreichen Zeitschriften, Dias und Plakaten der Öffentlichkeit. Zu dieser Zeit war das Archiv noch ansässig in der Wohnung einer der Mitarbeiterinnen.

### Gründung und frühe Jahre 1983–1988
Am 8. August 1983 mündete die bisher noch immer informelle Initiative in die offizielle Eintragung eines Vereins als Träger des Archivs unter dem Namen SPINNBODEN – Archiv zur Entdeckung und Bewahrung von Frauenliebe e.V. Der Name wurde als Hinweis auf die mittelalterlichen Spinnböden gewählt, wo „Frauen gemeinschaftlich arbeiteten, ihre Gedanken einander mitteilten und ihr Wissen weitergaben“, der Begriff „lesbisch“ wurde bewusst vermieden, um durch eine zu forsche Namenswahl nicht den Weg zu staatlichen Fördergeldern zu versperren.
Neben der Funktion als lesbisches Archiv und Bibliothek übernahm der Verein satzungsgemäß noch weitere Aufgaben. Während die Aufgaben einer Forschungsstelle und einer Publikationsstelle seither nur sporadisch erfüllt wurden, wurde die Aufgabe einer Kontakt- und Beratungsstelle für lesbische Frauen vom Spinnboden kontinuierlich wahrgenommen. Bereits im Gründungsjahr sagte der Berliner Senat die Förderung einer halben Stelle für die Kontakt- und Informationsarbeit zu, die Archivarbeit erfolgte weiter ehrenamtlich. Ausstattungen wurden gefördert durch Zuwendungen von Goldrausch, der Lottogesellschaft sowie private Spenden. Auf Basis dieser Förderungen und der ehrenamtlichen Arbeit wurde das Archiv auch die nächsten Jahre bis 1988 betrieben.

### Professionalisierung 1989–2008

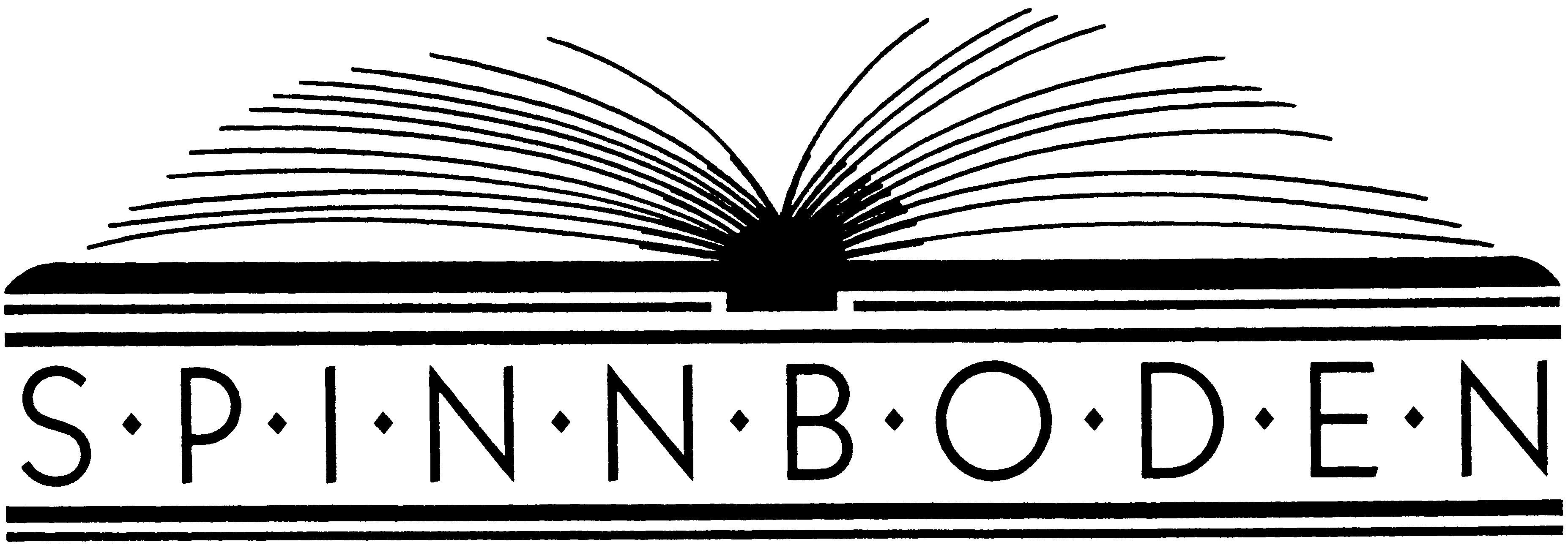
Logo bis Mai 2008

1988 bezog der bisher noch immer in einer Privatwohnung ansässige Spinnboden die ersten eigenen Räume in der Burgsdorfstraße in Berlin-Wedding. Zu dieser Zeit umfassten die Bestände rund 2000 Bücher. Für das folgende Jahr baute der Senat für Jugend und Familie seine Förderung aus in Form einer zusätzlichen Dreiviertel-Stelle und der Übernahme von 50 % der Miete. In dieser Form führte der Senat seine Förderung bis 1995 weiter.
Nach einem weiteren Umzug 1995 in die bis heute genutzten Räume der Weiberwirtschaft in der Anklamer Straße wurde der Spinnboden jedoch in seiner Existenz bedroht: Für 1996 kürzte der Senat die Dreiviertel-Stelle auf eine halbe Stelle und kündigte zugleich die völlige Einstellung aller Förderungen ab 1997 an. Nur mit großem Aufwand gelang es dem Verein, die bevorstehende Schließung abzuwenden und dem Senat die Fortsetzung der Förderung abzutrotzen. 1998 feierte der Spinnboden sein 25-jähriges Jubiläum, zu dieser Zeit umfasste der Bestand 9000 Bücher, rund 150 Diplomarbeiten und Dissertationen, etwa 350 Videobänder, mehr als 600 Zeitschriftentitel, die Sammlung von HAW- und LAZ-Akten sowie Plakate, Flugblätter, Briefe, Protokolle und private Nachlässe und ein Fotoarchiv.
2002 wurde der Name des Spinnboden geändert. Hatte man bei der Gründung 1983 den Begriff „lesbisch“ im Namen noch bewusst vermieden, um sich den Zugang zu Fördergeldern nicht zu erschweren, wollte man nun für bessere Sichtbarkeit von Lesben im öffentlichen Raum sorgen. Seither heißt der Spinnboden mit vollem Namen Spinnboden – Lesbenarchiv & Bibliothek e.V.

### Zukunftsplanungen 2008–2023
2016 umfasste der Bestand des Spinnboden bereits 14.000 Objekte. Nach einer Idee der damaligen Geschäftsführerin des Spinnboden, Sabine Balke, nahm Mitte der 2010er Jahre die Initiative Queer Nations ihre Arbeit auf, die unter dem Namen Elberskirchen-Hirschfeld-Haus (E2H) ein queeres Kulturhaus aufbauen wollte. Geleitet vom taz-Redakteur Jan Feddersen wollten die verschiedenen queeren Archive Berlins, darunter auch der Spinnboden, unter einem Dach zusammenarbeiten. Anfangs Fahrt aufnehmend, führten Mängel in der Projektleitung ab 2017 zu ersten Rückzügen teilnehmender Archive. Als im Februar 2020 eine von Feddersen moderierte, transfeindliche Veranstaltung der IQN in der taz angekündigt wurde, zog sich der Spinnboden aus der Initiative zurück, kurz darauf gefolgt von weiteren Organisationen. Seit dem Scheitern des E2H verfolgt der Spinnboden stattdessen gemeinsam mit dem Feministischen Archiv FFBIZ und der Magnus-Hirschfeld-Gesellschaft Pläne zum Aufbau eines Queeren Archivzentrum (QuArZ) auf dem Gelände der Kindl-Brauerei in Neukölln, wo die drei Archive auf 960 m² zusammenziehen und ihre Arbeit so räumlich langfristig absichern wollen.

## Tätigkeit
Der Spinnboden pflegt die größte europäische und nach den New Yorker „Lesbian Herstory Archives“ weltweit zweitgrößte Sammlung von Zeugnissen und Spuren lesbischer Existenz. Schwerpunkte der Sammlung sind Fundamentales und Rares zur Freundinnenkultur der Zwanziger Jahre sowie die Dokumente der Frauengruppe der Homosexuellen Aktion Westberlin (HAW), aus der 1975 das Lesbische Aktionszentrum Westberlin (LAZ) hervorging. Damit dokumentiert Spinnboden die Geschichte einer zentralen Organisation der bundesdeutschen Lesbenbewegung. Darüber hinaus finden sich Schriftstücke zu feministischer Theoriebildung, private Sammlungen mit Papieren und Erinnerungsstücken aller Art sowie wissenschaftliche Abschlussarbeiten. Derzeit sind etwa 16.500 Einzelmaterialien zu den relevanten Themengebieten systematisch erfasst und bereits zum größten Teil über einen online-Katalog recherchierbar. Die Dokumente sind verfügbar als Buch, Zeitschrift, Bild- oder Tonträger, Plakat oder Kalender.
Neben dem Betrieb von Archiv, Bibliothek und Dokumentationsstelle versteht sich der Verein Spinnboden – Lesbenarchiv & Bibliothek e.V. auch als Begegnungsraum für Lesben. Die Kontakt- und Infostelle für Lesben im Spinnboden bietet Vorträge, Lesungen, Diskussionen, Filme, verschiedene Kurse und Workshops sowie Beratungen beispielsweise im Bereich Coming-out oder Einzelcoachings für Lesben in beruflichen Umbruchsituationen und bei Erwerbslosigkeit an.

## Mitgliedschaften
Spinnboden ist Mitglied des Dachverbandes der deutschsprachigen Frauen/ Lesbenarchive, -bibliotheken und -dokumentationsstellen i.d.a.

## Filmdoku
- Klassentreffen. 10 Jahre Lesbenarchiv. Bundesrepublik Deutschland, 1983 (Doku über das Lesbenarchiv Spinnboden in Berlin)[10]